# Asunción

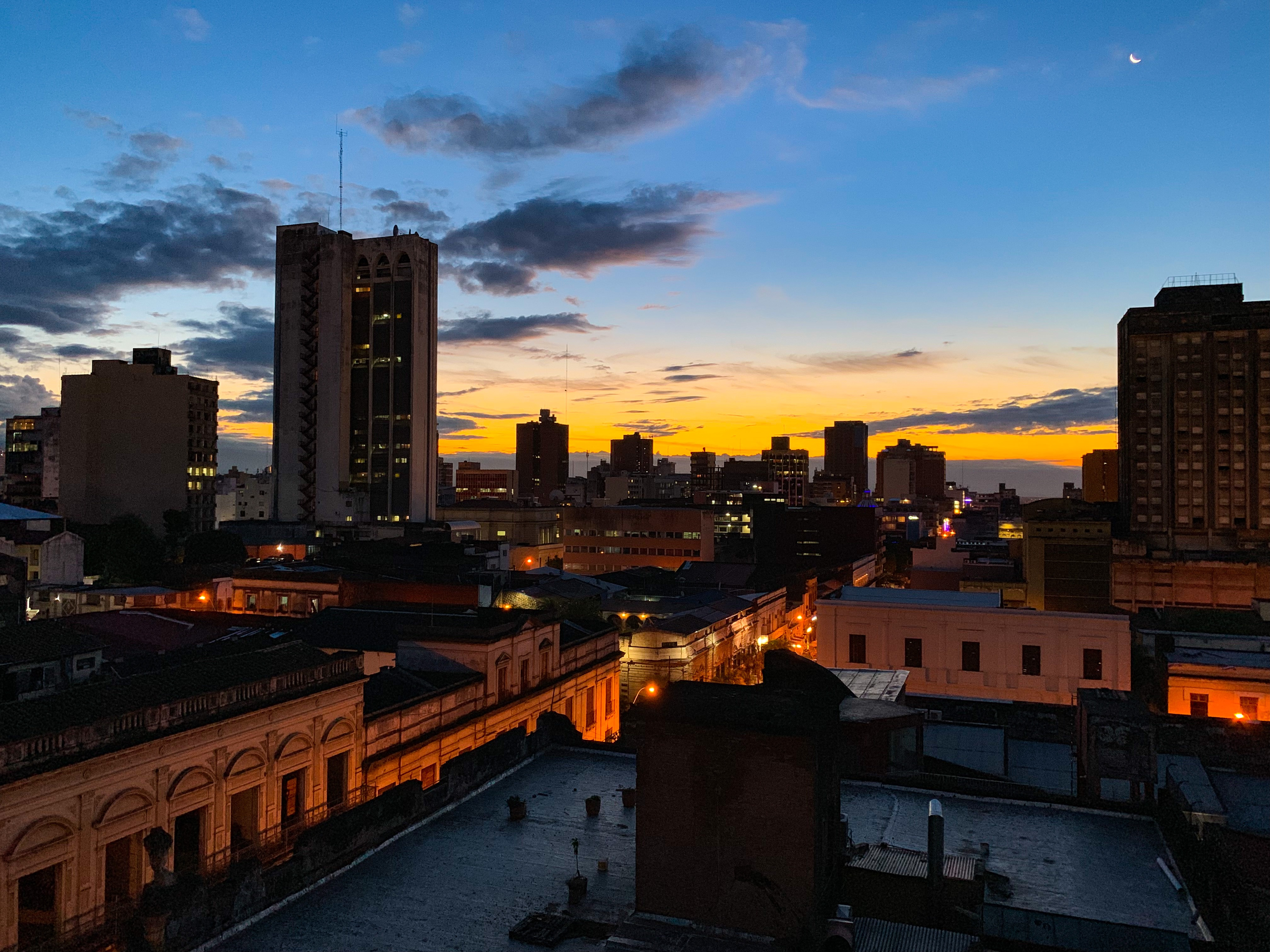
Asunción am Abend

Asunción [asunˈθi̯ɔn, lateinamerikanisch asunˈsi̯ɔn] ist die Hauptstadt und mit rund 525.000 Einwohnern (Stand 2016) zugleich größte Stadt des Staates Paraguay in Südamerika. Ihr Name (spanisch für Aufnahme, Himmelfahrt) steht für Mariä Himmelfahrt, ihr voller Name lautet La Muy Noble y Leal Ciudad de Nuestra Señora Santa Maria de la Asunción. Der Ballungsraum Asunción hat rund 1,9 Millionen Einwohner. Ihre Bezeichnung in der Landessprache Guaraní ist Paraguay (nicht zu verwechseln mit Paraguái, dem Landesnamen auf Guaraní).

## Geographie
Asunción liegt am linken Ufer des Río Paraguay, an der Bucht (bahía) Asunción. Im Nordosten grenzt sie an Mariano Roque Alonso, im Osten an Luque, im Südosten an Fernando de la Mora und im Süden an Lambaré und Villa Elisa.
Die höchste Erhebung ist der Cerro Lambaré im Stadtteil Santa Ana im Grenzgebiet zur Nachbarstadt Lambaré. Der Cerro Lambaré wurde 1965 Asunción zugesprochen. Lambaré versuchte in den Jahren 2008–2009 den alten Grenzverlauf wiederherstellen zu lassen, scheiterte jedoch am Widerstand des Senats.
Weitere Erhebungen sind Hügel (lomas oder colinas). Diese sind vollständig in den Städtebau integriert. Die wichtigsten – sieben an der Zahl, im Stadtzentrum gelegen – heißen:
- Loma Cabará: hier vermutet man den Gründungsort Asuncións
- Loma San Gerónimo
- Loma Clavel: heutiger Sitz der Marineinfanterie
- Loma Cachinga
- Loma del Mangrullo: der heutige Parque Carlos Antonio López
- Loma de la Encarnación
- Loma de las piedras de Santa Catalina: heute Escalinata Antequera.

Heute zählt man auch die Lomas Tarumá und Tacumbú, den Sitz der Strafvollzugsanstalt hinzu.
Asunción wird von vielen kleinen Bächen durchquert, die in den Fluss Paraguay münden. Die meisten dieser Bäche entspringen im Stadtgebiet Asuncións und dienten in früheren Jahrhunderten der Trinkwasserversorgung. Sie verlaufen heutzutage großteils verdolt. Bei Starkregen können sie sich in reißende Gewässer verwandeln und überfluten dann angrenzende Straßen und Grundstücke. Die wichtigsten dieser Bäche heißen Mburicaó, Cará Cará, Jaén, Mburicá, Salamanca, Zanja Morotí, San Vicente und Leandro. Ablaufendes Wasser staut sich teils in flussnahen Lagunen. Da diese praktisch „stehende Gewässer“ sind, stellen sie ein relevantes Gesundheitsrisiko dar.

### Brutstätten derAedes aegypti-Mücken
In den stehenden Gewässern befinden sich Brutstätten der Dengue übertragenden Stechmücken Aedes aegypti. Das weitgehende Fehlen einer Regenwasserkanalisation zur Abführung der Niederschläge und die landesübliche, illegale Abfallentsorgung auf unbewohnten Grundstücken verschärfen die Lage. Dies führte, auf Grund der verhältnismäßig hohen Bevölkerungsdichte, im Januar 2007 zu einer Dengueepidemie mit über 10.000 Erkrankten allein in Asunción. Es wurde der Notstand ausgerufen. Die schlimmste Dengue-Epidemie des Landes brach 2013 aus, mit über 150.000 Infizierten und 262 Toten, von der vor allem die Hauptstadt betroffen war.
Die Infektionsraten können von einem Stadtviertel (Barrio) zum anderen sehr unterschiedlich sein, abhängig von den örtlichen Bedingungen. Die Stadtviertel mit den höchsten Infektionsraten waren im Januar 2018:
Ycuá Satí 12,5 %, Manorá 11 %, Ricardo Brugada 10,7 %, Bella Vista 10 %, Zeballos Cué 9 %, Tucumbú 9 %, San Blas 7,8 %, Herrera 7,8 %, Loma Pytá 6,5 %, Mburucuyá 6 %, Obrero 3,9 %.

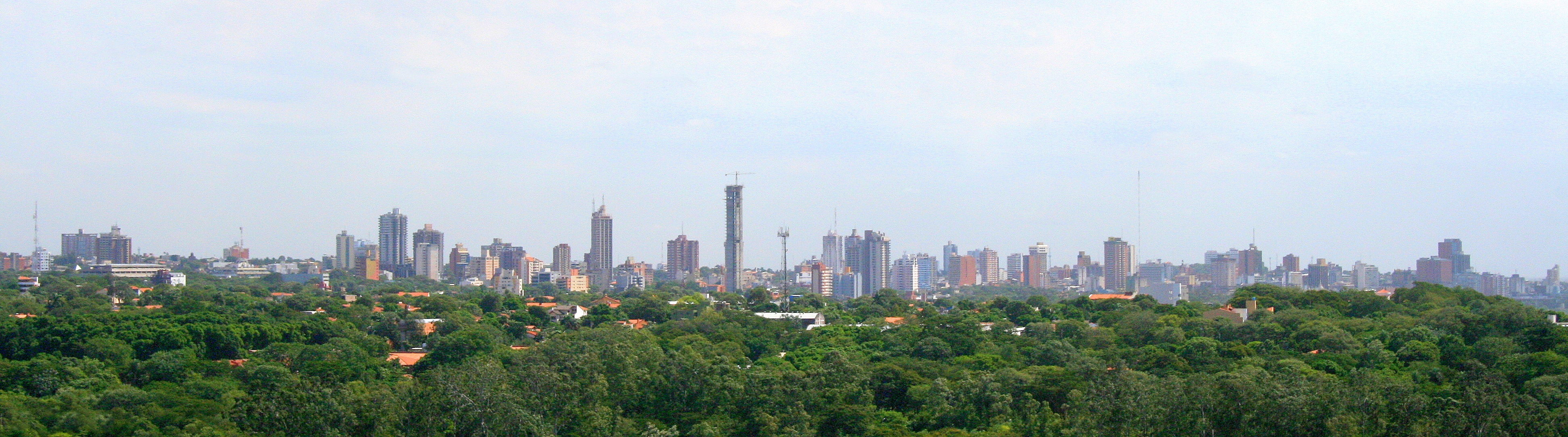
Panorama von Asunción

### Klima
Durch den weltweiten Klimawandel kommt es auch in Asunción im Sommer zu länger anhaltenden Hitzewellen mit Temperaturen von 40 °C und mehr mit einer gefühlten Temperatur von 50 °C. Häufige, anhaltende Stromausfälle in manchen Stadtvierteln sind die Folge.
|                        | Jan  | Feb  | Mär  | Apr  | Mai  | Jun  | Jul  | Aug  | Sep  | Okt  | Nov  | Dez  |   |      |
| Mittl. Temperatur (°C) | 27,9 | 27,4 | 26,2 | 23,5 | 19,3 | 18,0 | 17,1 | 19,3 | 21,3 | 24,0 | 24,9 | 26,9 | ⌀ | 23   |
| Mittl. Tagesmax. (°C)  | 32,3 | 31,7 | 30,6 | 27,9 | 23,3 | 22,1 | 21,9 | 24,8 | 26,9 | 29,0 | 29,7 | 31,4 | ⌀ | 27,6 |
| Mittl. Tagesmin. (°C)  | 24,0 | 23,6 | 22,4 | 20,0 | 16,1 | 14,8 | 13,6 | 15,1 | 16,9 | 20,0 | 20,7 | 22,8 | ⌀ | 19,1 |
|                        |      |      |      |      |      |      |      |      |      |      |      |      |   |      |
| Niederschlag (mm)      | 129  | 148  | 127  | 166  | 143  | 109  | 77   | 69   | 116  | 188  | 194  | 163  | Σ | 1629 |
|                        |      |      |      |      |      |      |      |      |      |      |      |      |   |      |
| Sonnenstunden (h/d)    | 10,4 | 9,6  | 8,9  | 7,9  | 6,7  | 6,6  | 7,5  | 8,6  | 8,8  | 8,9  | 9,7  | 10,3 | ⌀ | 8,7  |
|                        |      |      |      |      |      |      |      |      |      |      |      |      |   |      |
| Regentage (d)          | 9    | 9    | 8    | 7    | 6    | 6    | 6    | 5    | 6    | 9    | 8    | 9    | Σ | 88   |

| 24,0 |

| 23,6 |

| 22,4 |

| 20,0 |

| 16,1 |

| 14,8 |

| 13,6 |

| 15,1 |

| 16,9 |

| 20,0 |

| 20,7 |

| 22,8 |

| 24,0 |

| 23,6 |

| 22,4 |

| 20,0 |

| 16,1 |

| 14,8 |

| 13,6 |

| 15,1 |

| 16,9 |

| 20,0 |

| 20,7 |

| 22,8 |

| N i e d e r s c h l a g | 129 | 148 | 127 | 166 | 143 | 109 | 77  | 69  | 116 | 188 | 194 | 163 |
|                         | Jan | Feb | Mär | Apr | Mai | Jun | Jul | Aug | Sep | Okt | Nov | Dez |

## Stadtgliederung

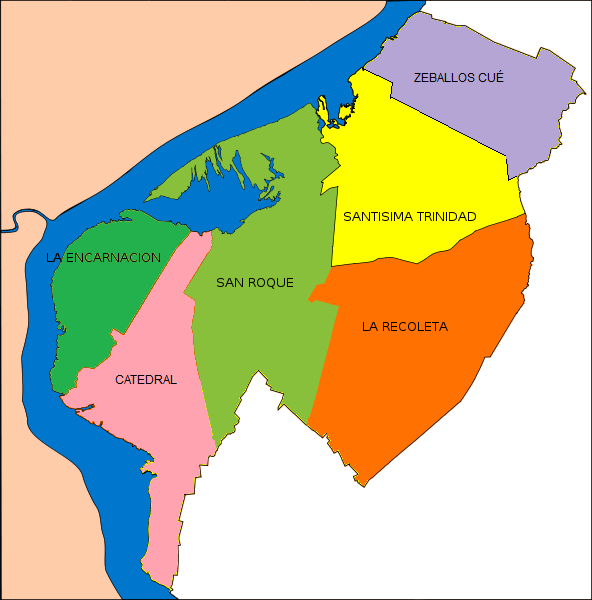
Distritos von Asunción

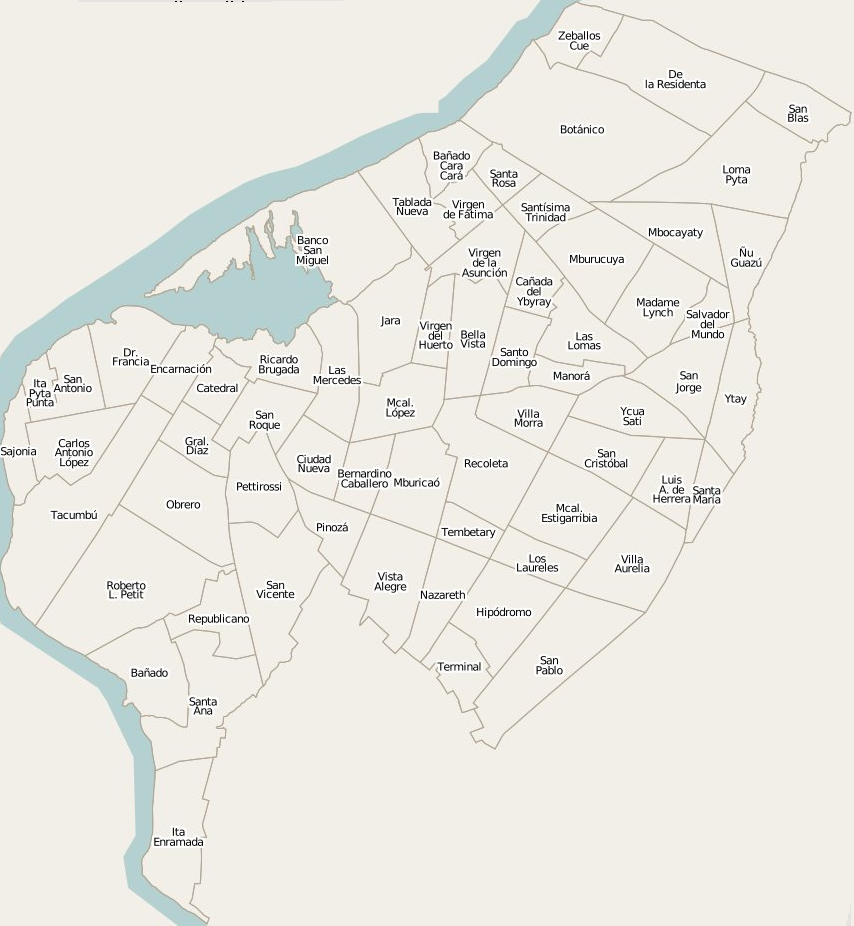
Barrios von Asunción

### Übersicht / Besonderheit
Asunción wird in Distrikte (distritos) und Stadtteile (barrios) gegliedert. Die Einteilung nach Distritos stammt aus der Mitte des 19. Jahrhunderts und beruht auf der Aufteilung der Stadt in katholische Diözesen. Die Einteilung nach Distritos umfasst daher nur die heutige Innenstadt und erstreckt sich nicht über neuere Barrios.
Asunción ist eine Stadt, die von innen nach außen wächst. Jedes Jahr entstehen neue Stadtteile, welche die Flächen zwischen der eigentlichen Stadt Asunción und den umliegenden Städten Mariano Roque Alonso, Luque, Fernando de la Mora, Ñemby und Lambaré (auch in der Summe „Gran Asuncíón“ genannt) mittlerweile vollständig ausfüllen. Oftmals entstehen die Barrios auf Grundlage von „Urbanizaciones“, von Immobilienhändlern erschlossenen Wohnarealen in noch unbenannten Stadtteilen. Bei neueren Barrios stimmen der Name der Urbanización und der eigentliche Name des Barrios überein. Im Volksmund ist in vielen Fällen der Name der Urbanización geläufiger als der offizielle Name des Barrios.

### Distritos (Distrikte)
- La Encarnación
- Catedral
- San Roque
- Recoleta
- Trinidad
- Zeballos Cué

### Barrios (Stadtteile)
Asunción zählt zurzeit 70 Barrios. Die am stärksten bevölkerten Barrios sind Roberto L. Petit, San Pablo und Obrero. (Stand: 2002)
- Bañado Santa Ana
- Bañado Tacumbú
- Banco San Miguel
- Bella Vista
- Botánico
- Cañada del Ybararý
- Carlos A. López
- La Catedral
- Ciudad Nueva
- Ricardo Brugada ugs. La Chacarita
- De la Residenta
- Dr. José Gaspar Rodriguez de Francia
- El Palomar
- General Bernardino Caballero
- General José Eduvigis Díaz
- Luís Alberto de Herrera
- Hipódromo
- Itá Pytá Punta
- Itá Enramada
- Jara
- La Encarnación
- Loma Pytá
- Las Carmelitas
- Las Lomas
- Las Mercedes
- Los Laureles
- Manorá
- Mariscal José Felix Estigarribia
- Mariscal Francisco Solano López
- Mbocayaty
- Mburicaó
- Mburucuyá
- Madame Elisa Alicia Lynch
- Nazareth
- Ñu Guazú
- Obrero
- Teniente Silvio Pettirossi
- Panambí Retá
- Panambí Verá
- Pinoza
- Pirizal
- Recoleta
- Republicano
- Dr. Roberto L. Petit
- Sajonia
- Salvador del Mundo
- San Antonio
- San Blás
- San Cristóbal
- San Felipe
- San Jorge
- San Pablo
- San Rafael
- San Roque
- Santa Ana
- Santa María
- Santa Rosa
- Santísima Trinidad
- Santo Domingo
- San Vicente
- Tablada Nueva
- Tacumbú
- Tembetary
- Terminal
- Tuyucuá
- Villa Aurelia
- Villa Morra
- Vista Alegre
- Virgen de la Asunción
- Virgen de Fátima
- Virgen del Huerto
- Ycuá Satí
- Ytay
- Zeballos Cué

y
| Nr. | Barrio             | Distrikt       |
| --- | ------------------ | -------------- |
| 1   | Banco San Miguel   | San Roque      |
| 2   | Bañado Cará Cará   | Trinidad       |
| 3   | Bella Vista        | Trinidad       |
| 4   | Botánico           | Trinidad       |
| 5   | Cañada del Ybyray  | Trinidad       |
| 6   | Carlos A. López    | La Encarnación |
| 7   | Carmelitas         | Trinidad       |
| 8   | Catedral           | La Catedral    |
| 9   | Ciudad Nueva       | San Roque      |
| 10  | Dr. Francia        | La Encarnación |
| 11  | La Encarnación     | La Encarnación |
| 12  | Gral. Caballero    | San Roque      |
| 13  | Gral. Díaz         | La Catedral    |
| 14  | Herrera            | La Recoleta    |
| 15  | Hipódromo          | La Recoleta    |
| 16  | Itá Enramada       | Santa María    |
| 17  | Itá Pytã Punta     | La Encarnación |
| 18  | Jara               | San Roque      |
| 19  | Jukyty             | Santa María    |
| 20  | Los Laureles       | La Recoleta    |
| 21  | Loma Pytá          | Trinidad       |
| 22  | Madame Lynch       | Trinidad       |
| 23  | Manorá             | Trinidad       |
| 24  | Mcal. Estigarribia | La Recoleta    |
| 25  | Mcal. López        | San Roque      |
| 26  | Mbocayaty          | Trinidad       |
| 27  | Mburicaó           | San Roque      |
| 28  | Mburucuyá          | Trinidad       |
| 29  | Las Mercedes       | San Roque      |
| 30  | Nazareth           | La Recoleta    |
| 31  | Ñu Guazú           | Trinidad       |
| 32  | Obrero             | La Catedral    |
| 33  | Pinozá             | San Roque      |
| 34  | Recoleta           | La Recoleta    |
| 35  | Republicano        | Santa María    |
| 36  | Ricardo Brugada    | San Roque      |
| 37  | Roberto L. Pettit  | La Catedral    |
| 38  | Sajonia            | La Encarnación |
| 39  | Salvador del Mundo | Trinidad       |
| 40  | San Antonio        | La Encarnación |
| 41  | San Blas           | Trinidad       |
| 42  | San Cayetano       | La Catedral    |
| 43  | San Cristóbal      | La Recoleta    |
| 44  | San Jorge          | La Recoleta    |
| 45  | San Juan           | San Roque      |
| 46  | San Pablo          | La Recoleta    |
| 47  | San Roque          | San Roque      |
| 48  | San Vicente        | San Roque      |
| 49  | Santa Ana          | La Catedral    |
| 50  | Santa Librada      | Santa María    |
| 51  | Santa María        | La Recoleta    |
| 52  | Santa Rosa         | Trinidad       |
| 53  | Trinidad           | Trinidad       |
| 54  | Santo Domingo      | Trinidad       |
| 55  | Silvio Pettirossi  | San Roque      |
| 56  | Tablada Nueva      | Trinidad       |
| 57  | Tacumbú            | La Encarnación |
| 58  | Tembetary          | La Recoleta    |
| 59  | Terminal           | La Recoleta    |
| 60  | Villa Aurelia      | La Recoleta    |
| 61  | Villa Morra        | La Recoleta    |
| 62  | V. de Fátima       | Trinidad       |
| 63  | V. de la Asunción  | Trinidad       |
| 64  | V. del Huerto      | San Roque      |
| 65  | Vista Alegre       | San Roque      |
| 66  | Ycuá Satí          | La Recoleta    |
| 67  | Ytay               | La Recoleta    |
| 68  | Zeballos Cué       | Trinidad       |

## Geschichte
Das Fort Asunción wurde am 15. August 1537 von Juan de Salazar y Espinosa de los Monteros (auch: de Espinoza) auf Geheiß von Pedro de Mendoza gegründet. Am 16. September 1541 wird der städtische Status anerkannt.
Asunción ist eine der ältesten spanischen Städte Südamerikas. Der Ort wurde vermutlich von Juan de Ayolas zum ersten Mal besucht. Gründungsname ist La muy noble y leal ciudad de Nuestra Señora Santa María de la Asunción („Die sehr ehrwürdige und (spanien-)treue Stadt Unserer Heiligen Frau Maria der Himmelfahrt“, gemeint ist Mariä Himmelfahrt). Dieser Name ist bis heute der offizielle Name Asuncións.
Asunción wird als „Madre de Ciudades“ („Städtemutter“) bezeichnet. Dies rührt daher, dass im 16. und 17. Jahrhundert von Asunción ausgehend, etliche Expeditionen und Städtegründungen durchgeführt wurden. Als Beispiel sei die zweite Gründung der heutigen argentinischen Hauptstadt Buenos Aires genannt.
1731 gab es unter der Leitung des Uruguayers José de Antequera y Castro den ersten Aufstand unter der spanischen Kolonialherrschaft. Diese wird als „Revolución de los comuneros“ bezeichnet (Nicht zu verwechseln mit dem gleichnamigen spanischen Aufstand der Comuneros).
Paraguay erlangte seine Unabhängigkeit von der spanischen Krone am 15. Mai 1811. Kurze Zeit danach, während der Diktatur José Gaspar Rodríguez de Francias, wird das ursprüngliche Stadtzentrum dem Erdboden gleichgemacht. Die Neubebauung wurde im kolonialtypischen Schachbrettmuster angelegt.
Während des Tripel-Allianz-Krieges (1865–1870) wurde Asunción von Brasilien besetzt. Die Besatzung dauerte bis 1876 an. Der Handelsverkehr, der seit der Freigabe der Schifffahrt auf dem Fluss Paraguay im Jahr 1858 einen bedeutenden Aufschwung genommen hatte, wurde durch die Kriegsunruhen empfindlich gestört.
Im Jahr 1884 verzeichnete Asunción 20.000 Einwohner, die mit Leder, Tabak, Zucker, Maniok, Erdnüssen, Rum und Mate („Paraguaytee“), handelten.
Ende des 19. Jahrhunderts wurde Asunción vermehrt von europäischen Auswanderern (vorrangig Spaniern, Italienern und Deutschen) besiedelt. Zu Beginn des 20. Jahrhunderts registrierte es eine zweite Einwanderungswelle, nun kam diese aus der zerfallenen Einflusssphäre des Osmanischen Reichs in Vorderasien (besonders aus den späteren Staaten Türkei, Syrien und Libanon).
1927 forderte ein Wirbelsturm 300 Todesopfer.
Der Brandkatastrophe am 1. August 2004 fiel das Einkaufszentrum der Ycua Bolaños-Gruppe zum Opfer. 396 Menschen wurden getötet und über 500 verletzt.

## Sehenswürdigkeiten

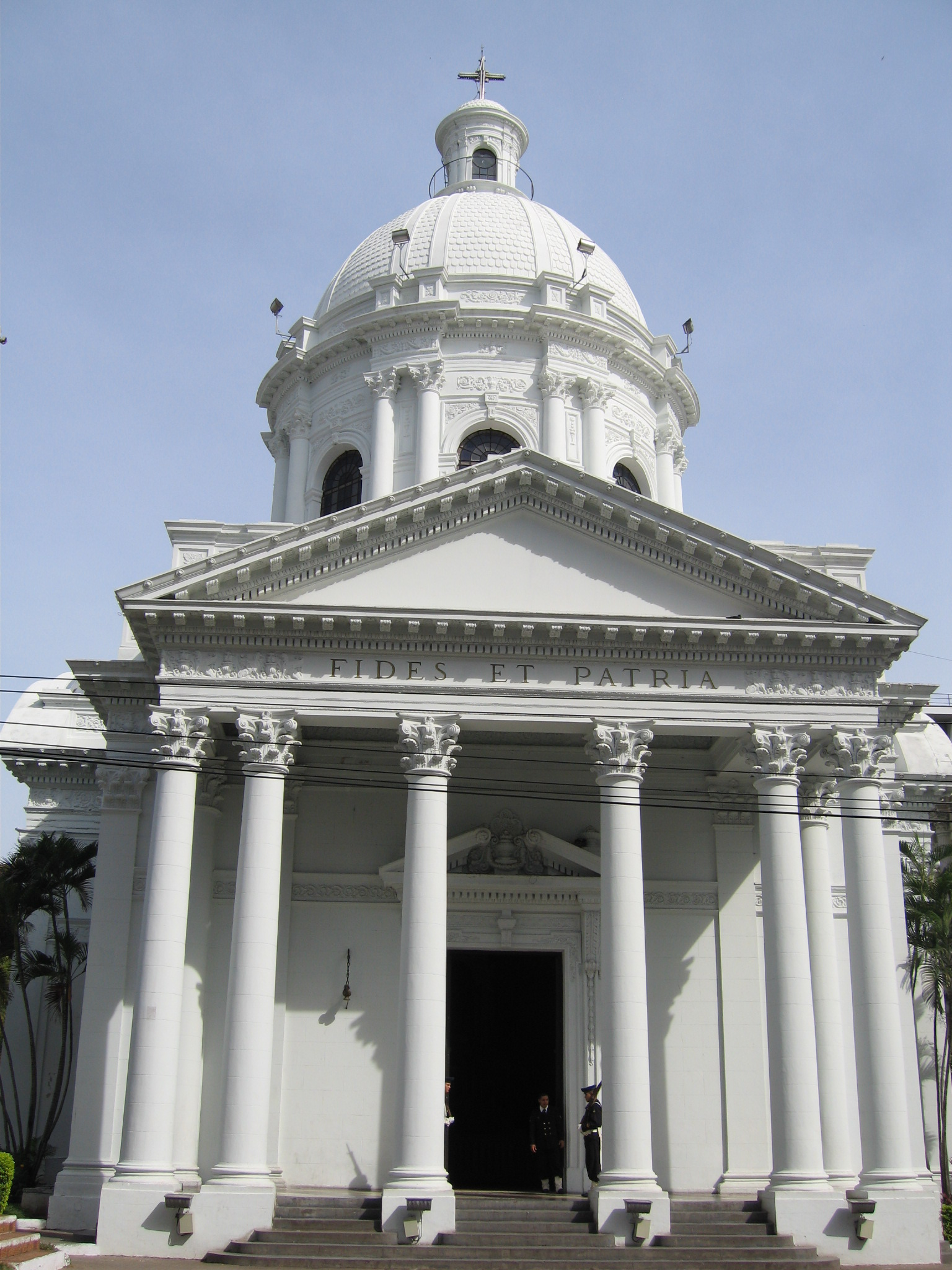
Panteón de los Héroes

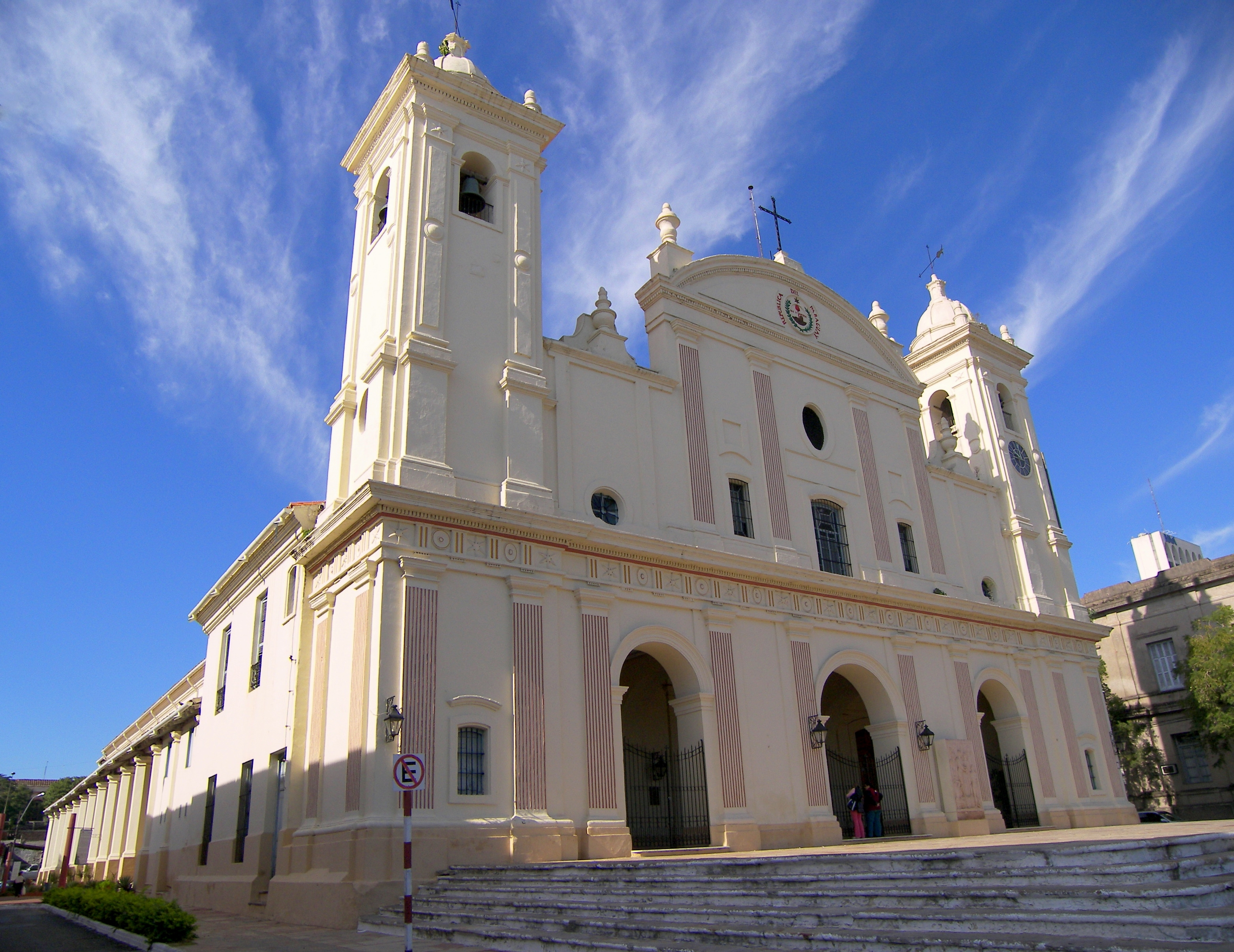
Catedral Metropolitana

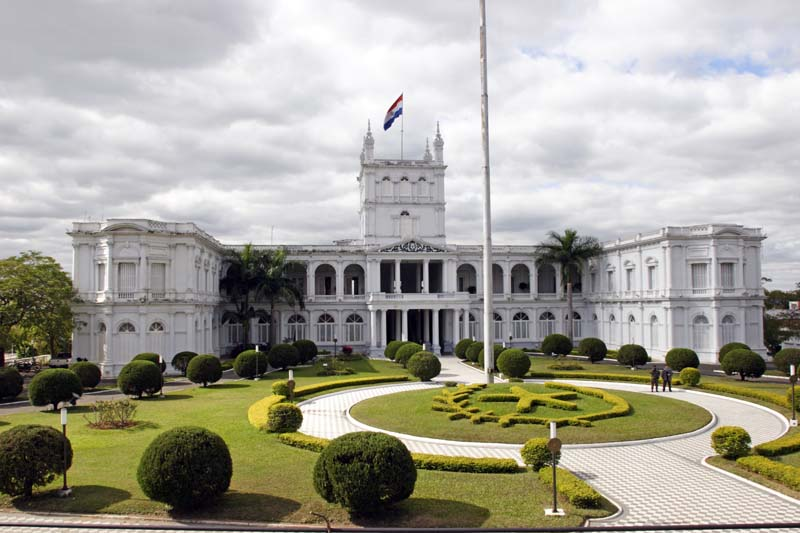
Palacio de Gobierno

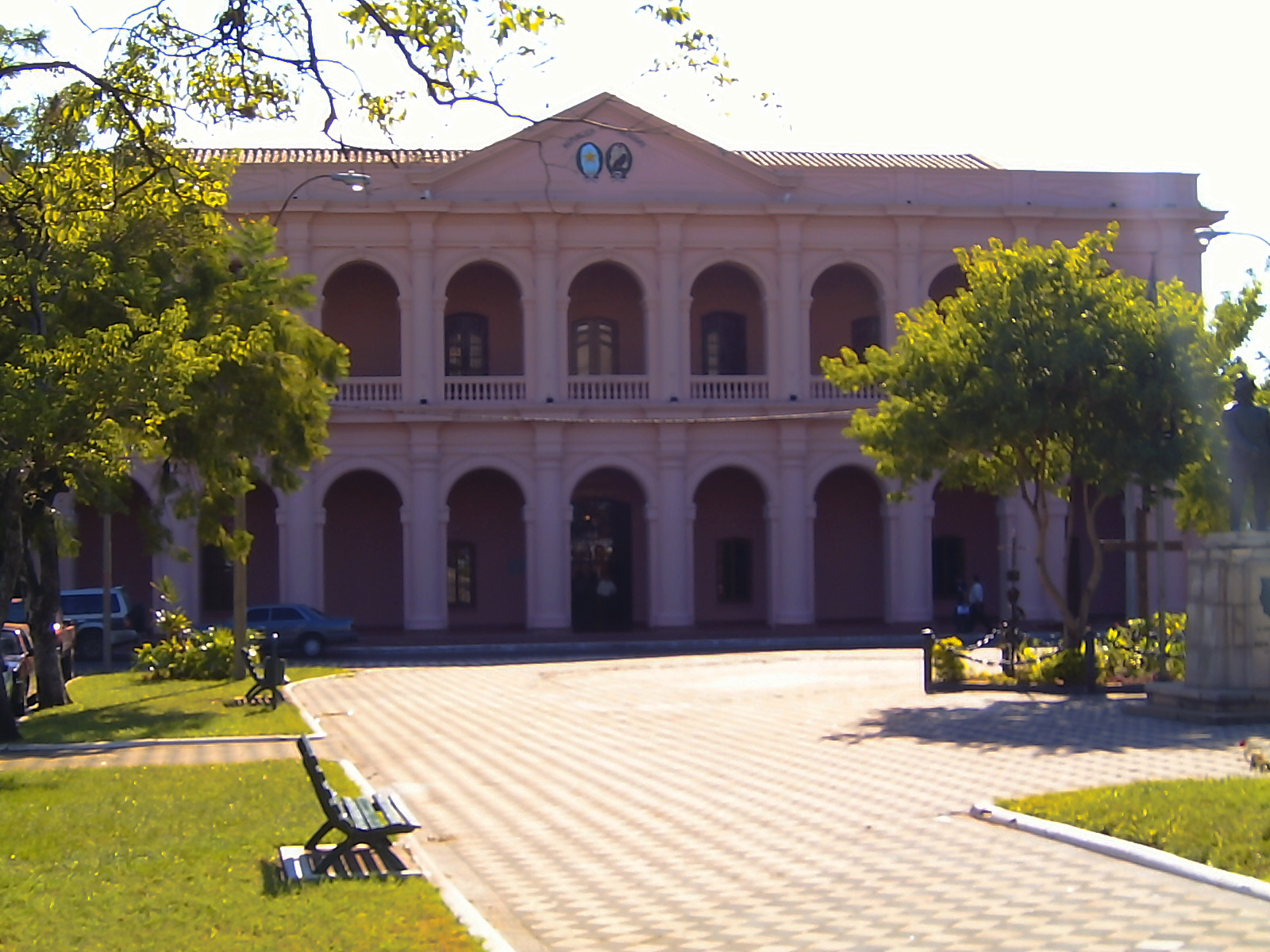
Cabildo

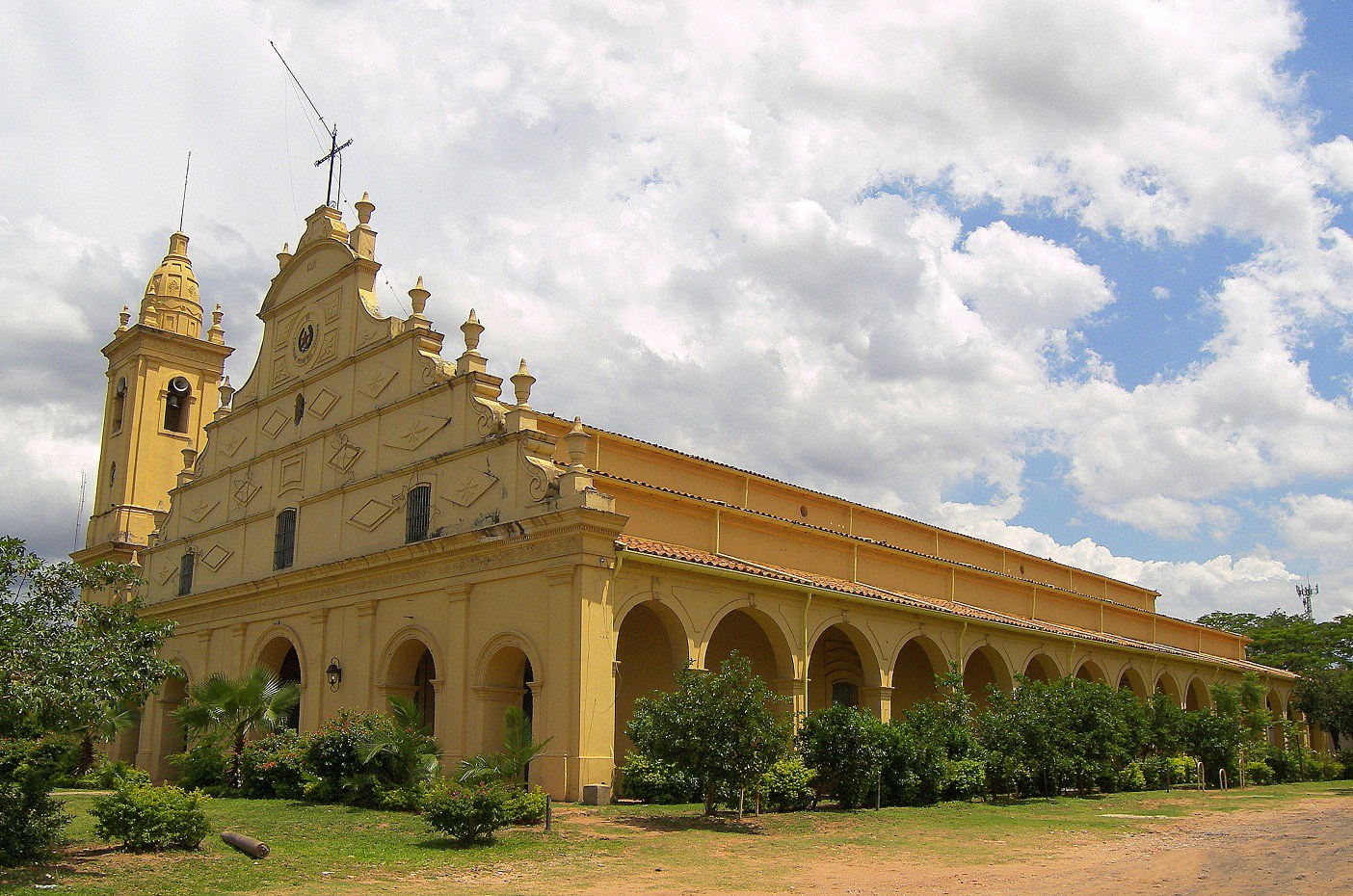
Iglesia de la Trinidad

Das Herz des Stadtzentrums Asunción ist die Plaza de los Héroes mit der Straße (calle) Independencia. Sie verläuft von Norden nach Süden und „teilt“ die Straßen mit Ost-West-Verlauf in zwei Abschnitte mit unterschiedlichen Namen auf. Die Straßen im Stadtzentrum sind als Einbahnstraßen mit abwechselnder Richtung angelegt.
Von Osten nach Westen verlaufen die Calle Palma/Mariscal Estigarribia, Estrella/25 de Mayo und Oliva/Cerro Corá. Hier befindet sich seit über 100 Jahren das Gros der Geschäfte, Souvenirläden, Banken und Wechselstuben. Die Calle Palma ist samstags eine stark belebte Fußgängerzone, oft finden hier auch kostenlose Konzerte statt.

### Wichtige Gebäude
- Palacio de Gobierno (El Paraguayo Independiente zwischen Ayolas und O’Leary): Der heutige Regierungspalast wurde von Francisco Solano López als Wohnsitz errichtet, daher auch sein anderer Name Palacio de López. Hauptsächlich stammt der Entwurf von Alonso Taylor. Der U-förmige Bau beinhaltet unzählige dekorative Stilelemente. Vorbild war der stark verkleinerte Pariser Louvre.
- Panteón de los Héroes und Oratorio de la Virgen de la Asunción (Palma Ecke Chile): erbaut 1863 zu Ehren der Schutzpatronin Virgen de la Asunción, die den Rang „Marschall des Heeres“ hat. Vollendet wurde das Gebäude 1936. Seitdem werden hier die Reste paraguayischer Kriegshelden aufgebahrt, unter anderem die des Erbauers Mariscal Francisco Solano López, der als „Héroe Máximo“ (höchster Held) gilt. Der Entwurf stammt von dem italienischen Architekten Ravizza nach Vorbild des Invalidendoms in Paris.
- Estación Central del Ferrocarril (Eligio Ayala Ecke Mexico): Der ehemalige Hauptbahnhof wurde 1861 unter der Regierung Carlos Antonio López’ eingeweiht. Zu sehen ist die Dampflok „Sapucai“ (guaraní für Schrei), die sehr gut erhalten ist. Dazu gehört ein kleines Museum.
- Catedral Metropolitana (Independencia Nacional Ecke Coronel Bogado): Grundsteinlegung war im 17. Jahrhundert. Der sehr schlichte Aufbau wurde im 19. Jahrhundert ergänzt. Der sehenswürdige Altar ist Zeuge sowohl der Franziskaner als auch der Jesuiten, die das Land zu verschiedenen Zeiten christianisierten. Die Kathedrale ist Bischofskirche des Erzbistums Asunción, das in der Stadt seinen Sitz hat.
- Cabildo (Avenida República y Alberdi): das als Rathaus konzipierte Gebäude wurde Anfang des 19. Jahrhunderts errichtet. Heute befindet sich hier das Kulturzentrum der Republik (Centro Cultural de la República).
- Casa de la Independencia (14 de Mayo Ecke Presidente Franco): eines der ältesten Gebäude Asuncións. Von hier startete der Aufstand gegen die spanische Krone am 14. Mai 1811. Das Haus war das Wohnhaus der Familie Martínez Sáenz und Treffpunkt der Untergrundbewegung gegen das spanische Regime. Seit der Restaurierung 1961 beherbergt die Casa de la Independencia Zeitzeugnisse der Unabhängigkeitsrevolte.
- Casa Viola und Casa Castelví (Ayolas Ecke Paraguayo Independiente): benannt nach deren ersten Besitzern, sind womöglich die ältesten erhaltenen Gebäude Asuncións und wurden erbaut gegen Ende des 18. Jahrhunderts. Heute beherbergt die Casa Viola, das kulturelle Zentrum Manzana de la Rivera, wo Lesungen, Theater und Konzerte stattfinden. Auch die städtische Bibliothek ist hier zuhause.
- Iglesia de la Encarnación (Haedo zwischen Alberdi und 14 de Mayo): versteckt liegt diese Kirche mitten an einer der belebtesten Straßen Asuncións. Die ursprüngliche Kirche, die auf der Colina Cabará steht, wurde nach einem Brand im Jahr 1863 wieder aufgebaut.
- Iglesia de la Trinidad (Santísimo Sacramento Ecke Santísima Trinidad): erbaut unter dem ehemaligen Staatspräsidenten Carlos Antonio López, gehörte diese Kirche zu dessen Sommerfrische. López liegt hier begraben.

### Weitere Sehenswürdigkeiten
- Jardín Botánico (Artigas Ecke Primer Presidente): der Botanische Garten gehörte auch zur Sommerfrische des Präsidenten López. Er wurde 1914 von dem deutsch-paraguayischen Botaniker Karl Fiebrig (1869–1951) gegründet.[9] Hier befinden sich auch drei Museen: das Museum für Naturgeschichte, das Museum für Indigene und das Museum für Geschichte sowie die paläontologischen, archäologischen und ethnografischen Sammlungen. Der Jardín Botánico grenzt an den Fluss Paraguay. Des Weiteren befindet sich hier der Zoologische Garten. Der Botanische Garten und Zoo befinden sich allerdings seit Jahren in einem desolaten und vernachlässigten Zustand, in dem gelegentlich auch Besucher ausgeraubt werden.[10][11][12]
- Parque Caballero: (Sebastián Gaboto und Gervasio Artigas) eine ruhige grüne Oase. Hier befindet sich das Wohnhaus des Generals Bernardino Caballero, ein Kriegsheld des Tripel-Allianz-Konflikts. Am Rande des Parks, zum Flussufer hin, kann man sich einen Eindruck davon verschaffen, wie die Menschen im Stadtteil Ricardo Brugada, auch Chacarita genannt, leben. Dieses ist ein favelaähnliches Armenviertel. Die Chacarita ist ständig von Überflutungen durch den Paraguay bedroht, dies prägt das Erscheinungsbild des Stadtteils, der hauptsächlich aus Behelfsbehausungen besteht.
- Cerro Lambaré: Asuncións höchste Erhebung liegt an der Stadtgrenze zwischen Asunción und Lambaré, 12 Kilometer Luftlinie vom Stadtzentrum entfernt. Von hier aus hat man einen ausschweifenden Blick über die Stadt. Auf der Spitze des Cerro Lambarés steht eine Stele. Um diese Stele herum waren der Cacique Lambaré, als auch Präsident Alfredo Stroessner überlebensgroß verewigt. 1989, mit dem Sturz Stroessners, wurde auch seine Statue entfernt. Der Cerro Lambaré ist leicht zu erwandern, allerdings nur über die Zufahrtsstraße.
- Mercado 4: einer der beiden größten Märkte in der Region. Er liegt im Stadtbezirk Pettirossi, dehnt sich aber auch auf Teile der benachbarten Stadtbezirke aus. Hier gibt es praktisch alles im niedrigen Preissegment.

### Einkaufstourismus
Die Stadt befürwortete in der Vergangenheit den Bau von Einkaufszentren. Diese entstanden fast ausschließlich an den Ausfallstraßen, was verstärkt durch die chronischen Verkehrsprobleme des im Flussknie gelegenen Stadtzentrums zu einer teilweisen Verlagerung des Einzelhandels geführt hat. Aufgrund des durch extrem hohe Importzölle Brasiliens ausgelösten Preisgefälles sind Asunción, Ciudad del Este und Pedro Juan Caballero bei brasilianischen Touristen als Einkaufsziel beliebt. Infolge der Reduzierung der Freimengen und schärferer Kontrollen des brasilianischen Zolls ist der Einkaufstourismus jedoch rückläufig.
Auswahl:
- Mall Excelsior
- Shopping Mariscal López[13]
- Shopping Multiplaza
- Shopping del Sol
- Shopping Villa Morra
- Paseo la Galeria

## Infrastruktur

### Bildungswesen
Asunción hat eine Alphabetisierungsquote von 95 % (Stand: 2002). Die Stadt besitzt die landesstärkste Infrastruktur an Schulen und Weiterbildungsinstituten.
Es gibt mehrere Universitäten, darunter die öffentlichen:
- Universidad Nacional de Asunción, deren Campus zum Teil in der Nachbarstadt San Lorenzo liegt
- Escuela Nacional de Bellas Artes (Hochschule für Bildende Künste)

und private, wie zum Beispiel:
- Universidad Católica Nuestra Señora de la Asunción
- Universidad Autónoma de Asunción
- Universidad del Norte

auch eine deutsch-paraguayische Universität ist seit 2014 in Betrieb:
- Universidad Paraguayo Alemana (UPA)
- und eine große Deutsche Auslandsschule: Goethe-Schule Asuncion[15]

### Gesundheitswesen
Asunción hat mehrere Krankenhäuser und Kliniken. Die staatlichen haben eine etwas schlichtere Infrastruktur als die privaten Krankenhäuser, die oft Kirchen als Träger haben.
In den einzelnen Stadtteilen gibt es Centros de Salud für die Erstversorgung.
Öffentlicher Träger:
- Hospital General de Barrio Obrero
- Hospital Militar
- Hospital de Clínicas (Ausbildungskrankenhaus der Nationalen Universität Asunción)
- Hospital Nacional
- Instituto de Previsión Social (IPS – Krankenhaus der staatlichen Krankenversicherung)
- Policlinico Policial (Polizeikrankenhaus)

Spezialkliniken:
- Instituto de Medicina Tropical (Tropeninstitut)
- Hospital del Cáncer y del Quemado (Krankenhaus für Krebserkrankungen und Verbrennungsmedizin)
- Maternidad Nacional (Nationale Entbindungsstation)
- Hospital Neurosiquiatrico (Neuropsychiatrische Kliniken)

Private Träger:
- Sanatorio Español
- Centro Médico Bautista
- Santa Clara S.A.
- Sanatorio AMSA
- Instituto Privado del Niño
- Hospital Universitario Nuestra Señora de la Asunción
- Sanatorio Italiano – Sociedad Italiana Socorros Mutuos
- Hospital privado San Lúcas
- Sanatorio Migone Battilana
- Sanatorio Santa Bárbara
- Clínica del Sol
- Sanatorio Adventista
- Sanatorio Americano
- Sanatorio Médicis de San Roque S.A.
- Sanatorio Prof. Eustacio Rojas del Puerto
- Sanatorio San Marcos
- Sanatorio San Martín
- Sanatorio San Roque S.R.L.
- Sanatorio Britanico

### Friedhöfe
Asunción hat drei städtische Friedhöfe und etliche private Ruhestätten. Da die Bestattung in Panteones (Familiengruften) oberirdisch erfolgt, sind die Friedhöfe architektonisch sehenswert.
- Cementerio de la Recoleta
- Cementerio del Sur
- Cementerio del Este

### Stadien
- Stadion Defensores del Chaco: das größte Stadion Paraguays, Eigentum der Asociación Paraguaya de Fútbol. Mit Platz für 36.000 Personen und der Besonderheit, dass keine Stehplätze vorhanden sind. Erbaut 1917, liegt es im Barrio Sajonia, außerhalb des Stadtzentrums.
- Estadio Roberto Bettega im Barrio Jara (2002)

### Strafvollzugsanstalten
Die Strafvollzugsanstalten befinden sich in Asunción inmitten urbaner Bebauung. Die Frauenstrafvollzugsanstalt „Del Buen Pastor“ liegt an einer der Hauptadern Asuncións, der Avenida Mariscal López, in unmittelbarer Nähe des Friedhofs Recoleta. Das Gebäude ist äußerlich recht unscheinbar.
Die Strafvollzugsanstalt „Tacumbú“ befindet sich in einem ehemaligen Randbezirk Asuncións. Heute ist die Umgebung jedoch vollständig bevölkert.

## Wirtschaft und Verkehr

### Wirtschaft
Rund 90 % der gesamten Industrie Paraguays ist in Asunción angesiedelt. Das Ministerium für Industrie und Handel geht von einer Gesamtzahl von 5.000 industriellen Gewerben in Paraguay aus, davon sind rund 3.500 nicht registriert. Der Großteil der Industrie sind Manufakturen mit weniger als 50 Mitarbeitern.
Die Hauptzweige sind:
- Lebensmittelindustrie: Verarbeitung von Milchprodukten, Obsterzeugnisse, Fleischerzeugnisse
- Lederfabrik
- Arzneimittel und Kosmetik
- Ölraffinerien
- Softdrinks
- Bier und Schnaps
- Kunsthandwerk
- Dienstleistungsgewerbe

Ein weiterer großer Arbeitgeber ist der Staat. Sämtliche Ministerien haben ihren Sitz in der paraguayischen Landeshauptstadt Asunción.
Der dritte Faktor ist der Handel. Paraguay ist Umschlagsort für jegliche Art von Erzeugnissen aus den umliegenden Ländern. Die Spanne reicht von Elektrogeräten bis zu Automobilen. Schmuggel ist seitens der Bevölkerung (noch) ein Kavaliersdelikt, wird aber seit einigen Jahren von den Autoritäten verfolgt und sanktioniert.
Die wichtigsten Banken des Landes haben ihren Hauptsitz in Asunción, so auch folgende:
- Banco Nacional de Fomento
- Banco Nacional

Auch die Wertpapierbörse des Landes, die Bolsa de Valores de Asunción, hat hier ihren Sitz.
In einer Rangliste der Städte nach ihrer Lebensqualität belegte Asunción im Jahre 2018 den 115. Platz unter 231 untersuchten Städten weltweit. Im Vergleich mit anderen lateinamerikanischen Hauptstädten lag es hinter Montevideo (Platz 77), Buenos Aires (Platz 91), Santiago de Chile (Platz 92), Brasília (Platz 108) aber noch vor Lima (Platz 124), Mexiko-Stadt (Platz 129) und Caracas (Platz 193).

### Verkehr

#### Binnenschifffahrt
Asunción beherbergt mehrere Binnenhäfen am Rio Paraguay, über die der Großteil der Ex- und Importe des Landes umgeschlagen und verschifft wird.
Vom Stadtteil Itá Enramada aus verkehren Personen- und Autofähren zum argentinischen Ufer des Flusses Paraguay zur Anlegestelle Puerto Pilcomayo.

#### Flughafen

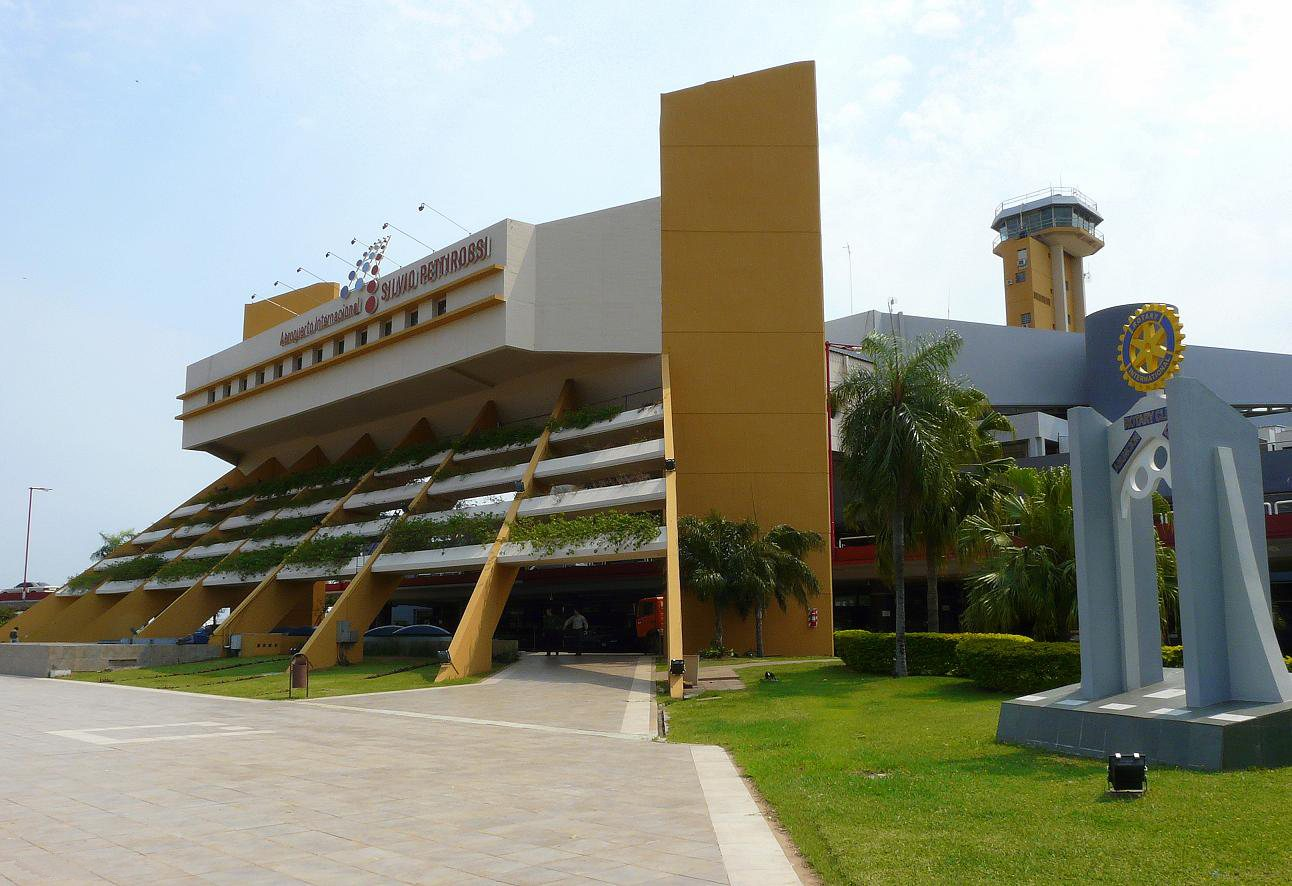
Aeropuerto Internacional Silvio Pettirossi

Des Weiteren verfügt die Hauptstadt Paraguays über einen internationalen Flughafen (Aeropuerto Internacional Silvio Pettirossi) im Grenzgebiet zur Stadt Luque (5 km von Asunción).
Die Fluggesellschaft LATAM Brasil verbindet Asunción regelmäßig mit den Metropolen Südamerikas. Angeflogen wird der Flughafen auch von den Fluglinien Gol, Aerolíneas Argentinas, Avianca Perú, Alas Uruguay, Amaszonas und Copa Airlines (Stand August 2016). Die einzige direkte Flugverbindung auf einen anderen Kontinent wird von der Air Europa bedient, die Asunción zwei bis vier Mal wöchentlich mit Madrid verbindet (Stand August 2016).

#### Busverkehr
Asunción hat ein sehr dichtes Omnibusnetz. Die in meist schlechtem technischen Zustand befindlichen Busse verkehren ohne Fahrplan, einen Liniennetzplan gibt es nicht. Derzeit wird ein Metro-Bus-System mit fünf Linien gebaut. Es soll zuverlässiger und schneller funktionieren. Als Vorbild gilt hier u. a. das Bus-Rapid-Transit-System von Bogotá/Kolumbien.
Ab dem Zentralen Busbahnhof gibt es Fernverbindungen in die Nachbarländer Argentinien (Clorinda, Posadas, Corrientes, Buenos Aires), Brasilien (Foz do Iguaçu, Curitiba, Rio de Janeiro, São Paulo), Bolivien (Santa Cruz de la Sierra), Chile (Santiago de Chile) und Uruguay (Montevideo). Ab hier starten auch Überlandbusse nach Filadelfia, Mariscal Estigarribia, Loma Plata, Encarnación, Ciudad del Este, Villarrica, Caaguazú, Hernandarias und Presidente Franco.
Autovermietung gibt es von internationalen (CarConcept, Alamo, Avis, Hertz, National, Europcar) und einheimischen Anbietern.
Es gibt zahlreiche Taxis sowie Anbieter wie Uber und Bolt.

#### Schienenverkehr

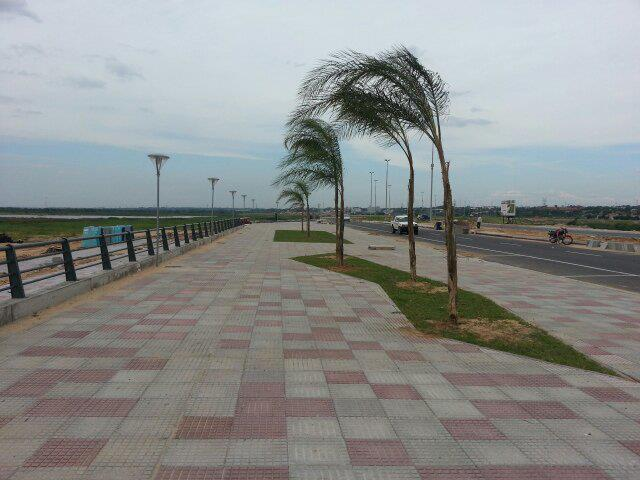
Die neue Avenida Costanera

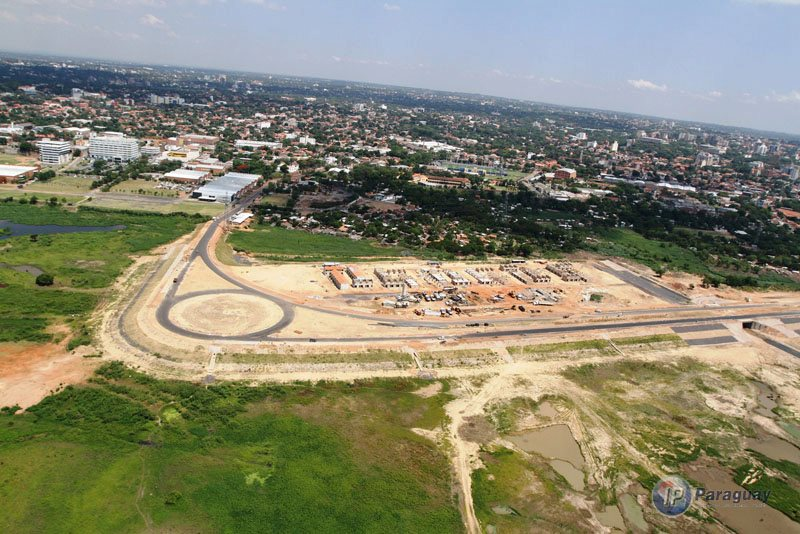
Die neue Avenida Costanera (Luftblick)

Eine Bahnverbindung führte von Asuncións Bahnhof Botanischer Garten nach Aregua. Hier verkehrten gelegentlich dampflokbespannte Touristenzüge. Heute hat Asunción keinen Bahnanschluss mehr. Der nächste Bahnhof befindet sich in Encarnación an der argentinischen Grenze, circa 380 Kilometer entfernt.

#### Straßennetz
Ab Asunción starten folgende mautpflichtigen Landstraßen (Rutas) ins Inland:
- Ruta 1 Mariscal López (373 km): Asunción – Encarnación
- Ruta 2 Mariscal Estigarribia (135 km): Asunción – Coronel Oviedo

Die Ruta 1 und Ruta 2 verlaufen gemeinsam bis zur Nachbarstadt San Lorenzo.
- Ruta 3 General Elizardo Aquino (475 km): Asunción – Yby Yaú
- Ruta 9 Presidente Carlos Antonio López „Transchaco“ (821 km): Asunción – Mariscal Estigarribia

Diese Straßen sind wie auch die Hauptstraßen in Asunción in der Regel asphaltiert, wenngleich oft in schlechtem Erhaltungszustand. Die Befahrbarkeit ist in manchen Abschnitten stark witterungsabhängig (Überflutung nach Regenfällen). Nebenstraßen sind meist gepflastert oder als Erdstraße ausgeführt. 2013 wurde die „Avenida Costanera“ fertiggestellt, die zusammen mit der noch in Bau befindlichen Autobahn Ňu Guazu einen Ring um die Stadt bildet, um den Zugang zum Zentrum zu verbessern.
Gegen zu schnelles Fahren befinden sich Erhebungen auf den Straßen, welche mitunter nur schlecht zu erkennen sind.

## Medien

### Zeitungen
Die größten Zeitungen sind: Diario ABC Color, Diario Popular, Diario La Nación, Diario Última Hora und Diario Crónica in spanischer Sprache.
Deutschsprachige Zeitungen sind die Paraguay-Rundschau (nur Online-Ausgabe, 2018 eingestellt), Das Wochenblatt (ebenfalls nur Online verfügbar) und der Paraguay-Bote (Printausgabe).

### Nationale Fernsehkanäle
Die nationalen Fernsehkanäle sind: SNT Cerro Corá, Red Guaraní, Telefuturo, Paravisión, Canal 13, La Tele und TV Pública (Paraguay).

## Städtepartnerschaften
- Buenos Aires, Argentinien
- Resistencia, Argentinien
- São Paulo, Brasilien
- Campinas, Brasilien
- Curitiba, Brasilien
- Madrid, Spanien
- Miami-Dade County, USA
- Chiba, Japan
- Taipeh, Republik China (Taiwan)
- Lissabon, Portugal